# Van Heurn

Van Heurn is een geslacht waarvan leden sinds 1900 tot de Nederlandse adel behoren.

## Geschiedenis
De stamreeks begint met Johan van Horne, bastaard van graaf Jacob II van Horne, die in 1526 sneuvelde in de slag bij Mohács (Hongarije). Bij Koninklijk Besluit van 13 januari 1900 werden twee broers Van Heurn verheven in de Nederlandse adel.

## Enkele telgen

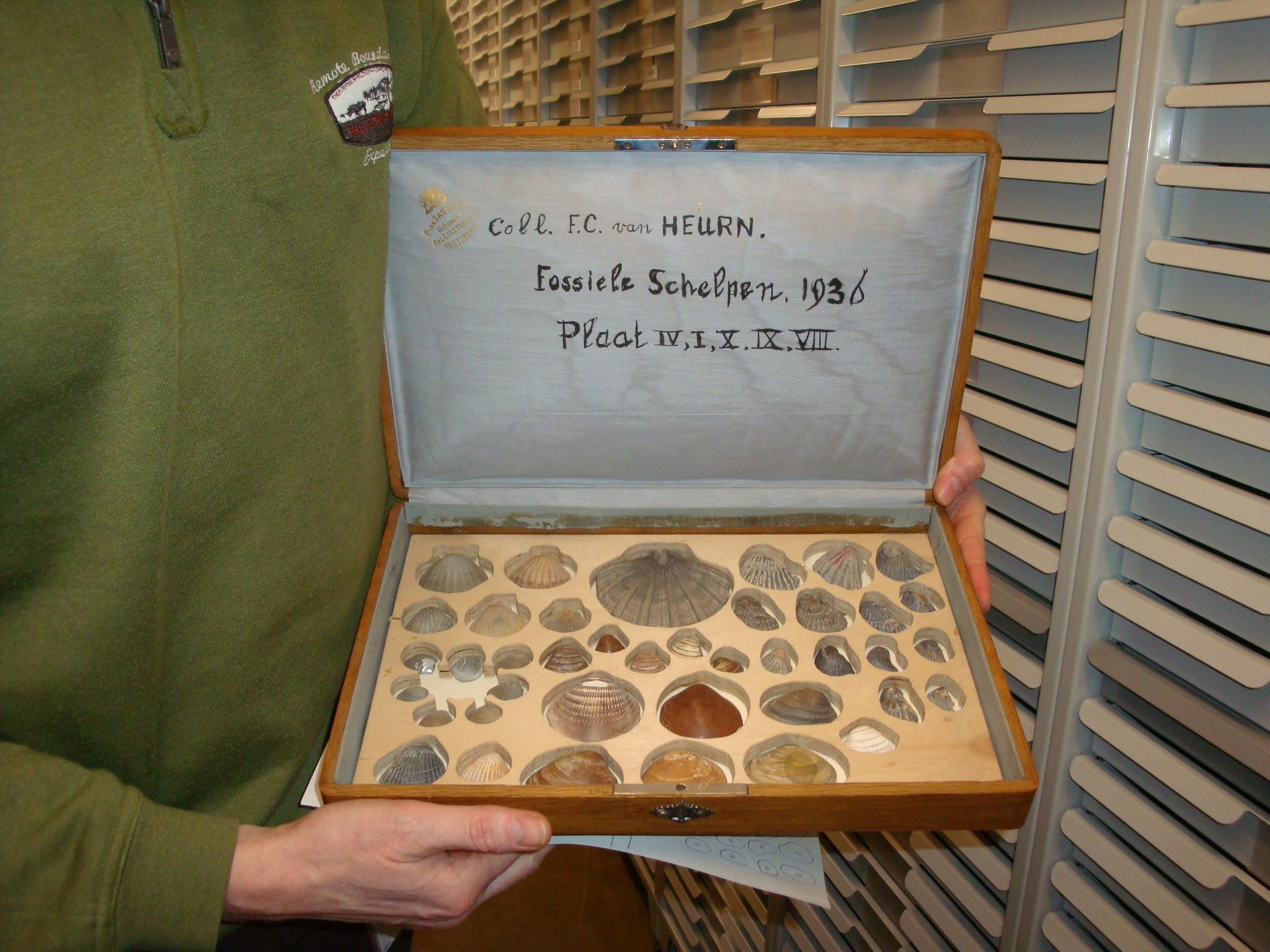
Collectie mollusken F.C. van Heurn, 1936. Naturalis

Mr. Jan van Heurn (1677-1741), schepen, vroedschap en secretaris van 's-Hertogenbosch
- Johan Hendrik van Heurn (1716-1793), schepen van 's-Hertogenbosch en geschiedschrijver
  - Johan van Heurn (1751-1815), jurist en publicist
- Mr. Frans van Heurn (1717-1781), raad en schepen van 's-Hertogenbosch
  - Mr. Lodewijk Willem Ernst van Heurn (1771-1845), vroedschap van 's-Hertogenbosch, raadsheer gerechtshof
    - Mr. Willem Cornelis van Heurn (1802-1863), president arrondissementsrechtbank en lid gemeenteraad van 's-Hertogenbosch
      - Jhr. Nicolaas Cornelis van Heurn (1853-1918), kolonel en commandant van Bronbeek
        - Jhr. Johan Anton van Heurn (1885-1960), letterkundige; trouwde in 1939 (na eerdere echtscheiding) Elsje Josina Broes van Dort (1894-1977), letterkundige
          - Jhr. Johan Nicolaas Cornelis van Heurn (1918-1990), filmproducent
          - Jhr. Godfried Anton van Heurn (1924), kunstenaar

      - Jhr. Johan van Heurn (1854-1903), civiel ingenieur
        - Jhr. Willem Cornelis van Heurn (1887-1972), zoöloog
        - Jhr. dr. ir. Frans Cornelis van Heurn (1888-1974), zoöloog, actief in Deli 1912-1913
        - Jhr. dr. Lodewijk Willem Ernest van Heurn (1899-1972), rentmeester Hoogheemraadschap Rijnland
          - Jhr. Hans van Heurn (1933-2000), bioloog en docent
            - Prof. jhr. dr. Lodewijk Willem Ernest van Heurn (1961), kinderchirurg en hoogleraar